# Malhun
Rabia Bala Malhun hatun (más néven Mal asszony megh. 1324. november)  az Oszmán Birodalom alapítójának, I. Oszmán szultánnak első felesége, valamint a későbbi I. Orhan édesanyja volt.

## Életrajz
Malhun asszony feltehetőleg az 1250-es évek végén születhetett, a későbbi I. Oszmán szultánnal 1280. körül köthetett házasságot, amelyből először fiuk, Orhán született meg, majd leányuk, Fatma. Oszmán később feleségül vette Rabia Bala hatunt is, akitől egy fia született, Ala ed-Din. Történészek szerint Ömer bég lánya volt, bár számos feltételezés szerint Edebali sejk lánya (de ezt valószínűleg Rabia Bala hatun származástörténetével keverik). Más források szerint Ömer Abdülaziz anatóliai szeldzsuk vezír lánya volt . 
Az Orhán szultán által épített dervis kolostor 1324-es adománylevele azt sugallja, hogy édesanyja nem Edebali lánya volt, hanem Ömer Beyé, aki tekintélyes személy volt. Az egyik lehetőség az, hogy egy "Amouri" (umeri) fejedelemség névadó uralkodója volt, amely a feltörekvő Oszmán államtól északkeletre helyezkedett el, és a 13. század végén vagy a 14. század elején tűnt el.

## A populáris kultúrában
Malhun Hatun (kitalált karakter)
Yıldız Çağrı Atiksoy Malhun Hatunként jelenik meg a Kuruluş: Osman című török tévésorozatban. 

## További irodalom
- Peirce, Leslie P. , The Imperial Harem: Women and Suverenty in the Ottoman Empire, Oxford University Press , 1993, ISBN 0-19-508677-5 (puha kötésű).
- Bahadıroğlu, Yavuz , Resimli Osmanlı Tarihi, Nesil Yayınları (Oszmán történelem illusztrációkkal, Nesil-kiadványok) , 15. kiadás, 2009, ISBN 978-975-269-299-2 (Kemény kötés).

1. ↑  a halál okából következtetve